# Luigi Gui

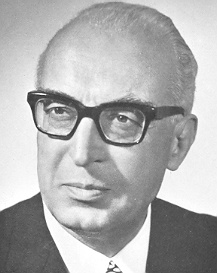
Luigi Gui

Luigi Gui (* 26. September 1914 in Padua; † 26. April 2010 ebenda) war ein italienischer Politiker.

## Biografie
Gui absolvierte mit einem Stipendium das Collegio Augustinianum und studierte im Anschluss an der Università Cattolica del Sacro Cuore in Mailand, wo er auch der katholischen Studentenbewegung Federazione Universitaria Cattolica Italiana (FUCI) beitrat.
Während des Zweiten Weltkrieges leistete er seinen Militärdienst bei den Gebirgsjägern (Alpini) an der Ostfront. Nach seiner Rückkehr nach Italien war er Mitglied der Widerstandsbewegung in Venetien.
Nach dem Zweiten Weltkrieg begann er seine politische Laufbahn als Mitglied der Democrazia Cristiana (DC) mit der Wahl zum Mitglied der Verfassunggebenden Versammlung (Assemblea Costituente) und dann der Abgeordnetenkammer (Camera dei deputati).
Am 21. Februar 1962 wurde er von Ministerpräsident Amintore Fanfani als Minister für öffentlichen Unterricht (Ministro della Pubblica Istruzione) erstmals in eine Regierung berufen. Das Amt des Unterrichtsministers bekleidete er auch in den nachfolgenden Regierungen von Giovanni Leone und Aldo Moro bis zum 24. Juni 1968. Während dieser Zeit trat er insbesondere für eine Reform der Mittelschule ein.
Ministerpräsident Leone ernannte ihn anschließend zum Verteidigungsminister (Ministro della Difesa). Als solcher gehörte er auch dem nachfolgenden Kabinett von Mariano Rumor bis zum 23. März 1970 an. Wegen dieser Tätigkeit wurde später gegen ihn im Rahmen des Lockheed-Skandals ermittelt. Allerdings wurde er im Gegensatz zu seinem Nachfolger Mario Tanassi vom Italienischen Verfassungsgericht freigesprochen.
Am 7. Juli 1973 wurde er von Ministerpräsident Rumor als Gesundheitsminister (Ministro della Sanità) in die Regierung berufen und leitete das Ressort bis zum Ende von Rumors Amtszeit am 14. März 1974.
Ministerpräsident Moro ernannte ihn schließlich am 23. November 1974 zum Innenminister (Ministro dell’Interno) in dessen bis zum 12. Februar 1976 amtierenden 4. Regierung. Später war er noch Mitglied des Senats (Senato della Repubblica).